# 시모무라번 (무쓰국)
무쓰 시모무라번(일본어: 陸奥下村藩 무쓰시모무라한[*])은 일본 에도 시대의 번 중 하나로, 무쓰국 시노부군 시모무라, 즉 지금의 후쿠시마현 후쿠시마시 사쿠라시타에 진야가 있어 그 일대를 지배하였다.

## 번의 역사
1787년, 뇌물 정치로 유명했던 로주 다누마 오키쓰구가 실각하고 은거하여 근신 처분을 받게 되었다. 이때 다누마 가문은 오키쓰구의 손자 다누마 오키아키가 계승하였는데, 원래 오키쓰구는 도토미노쿠니 사가라번의 5만 7천석 영지를 보유하고 있었으나, 처벌조로 1만석 삭감을 당하고 이봉되어 무쓰노쿠니 시모무라번을 새로 세우게 되었다. 이후 5대에 걸친 통치가 이어졌다. 5대 번주 다누마 오키마사는 원래 로주 미즈노 다다토모의 양자가 되기로 하였으나 미즈노가 실각하면서 양자 약속이 깨졌다. 하지만 1818년, 다다토모의 새 양자 미즈노 다다아키라가 로주로 취임하면서 오키마사도 와카도시요리에 발탁되어 막부 정치에 참여하였다. 그리고 1823년, 다다아키라와 쇼군 도쿠가와 이에나리의 도움으로 오키마사는 다시 옛 영지인 사가라로 옮겨가게 되었고, 시모무라번은 폐지되었다. 사가라 복귀에 대해서는 막부의 각료들의 반발이 심했으나, 이에나리는 그의 쇼군 취임에 오키쓰구가 협력해 준 일도 있고 오키마사에 대한 기대도 있어 오키쓰구를 복권시켜 주는 차원에서 반대를 무릅쓰고 복귀를 추진하였다고 한다.

## 역대 번주
1. 다누마 오키아키(田沼意明) 재위 1787년 ~ 1796년
2. 다누마 오키카즈(田沼意壱) 재위 1796년 ~ 1800년
3. 다누마 오키노부(田沼意信) 재위 1800년 ~ 1803년
4. 다누마 오키사다(田沼意定) 재위 1803년 ~ 1804년
5. 다누마 오키마사(田沼意正) 재위 1804년 ~ 1823년

## 같이 보기
- 사가라번
- 다누마씨